# Benzoil-KoA-dihidrodiolna lijaza
Benzoil-KoA-dihidrodiolna lijaza (EC 4.1.2.44, 2,3-dihidro-2,3-dihidroksibenzoil-KoA lijaza/hidrolaza (deformilacija), BoxC, dihidrodiol transformišući enzim, benzoil-KoA oksidacija komponenta C) je enzim sa sistematskim imenom 2,3-dihidro-2,3-dihidroksibenzoil-KoA 3,4-didehidroadipil-KoA semialdehid-lijaza (formira format). Ovaj enzim katalizuje sledeću hemijsku reakciju
2,3-dihidro-2,3-dihidroksibenzoil-KoA + H2O {\displaystyle \rightleftharpoons } 3,4-didehidroadipil-KoA semialdehid + format
Ovaj enzim učestvuje u aerobnom benzoil-KoA kataboličkom putu kod Azoarcus evansii.

## Literatura
- Nicholas C. Price; Lewis Stevens (1999). Fundamentals of Enzymology: The Cell and Molecular Biology of Catalytic Proteins (Third изд.). USA: Oxford University Press. ISBN 019850229X.
- Eric J. Toone (2006). Advances in Enzymology and Related Areas of Molecular Biology, Protein Evolution (Volume 75 изд.). Wiley-Interscience. ISBN 0471205036.
- Branden C; Tooze J. Introduction to Protein Structure. New York, NY: Garland Publishing. ISBN 0-8153-2305-0.
- Irwin H. Segel. Enzyme Kinetics: Behavior and Analysis of Rapid Equilibrium and Steady-State Enzyme Systems (Book 44 изд.). Wiley Classics Library. ISBN 0471303097.

## Spoljašnje veze
- Benzoyl-CoA-dihydrodiol+lyase на 